# Louis Shill
Louis Hyme Shill né le 29 octobre 1930 à Witbank (dans l'est du Transvaal) et mort en mai 2016, est un homme d'affaires sud-africain, fondateur (en 1965) et président de Sage Group jusqu'en 2003.

## Biographie
Louis Shill eut brièvement une carrière politique, quand il fut ministre national du logement et des travaux publics de 1993 à 1994 dans le gouvernement de Klerk. Il est le premier homme politique de religion juive à être membre d'un gouvernement sud-africain depuis Henry Gluckman et le premier et dernier dans un gouvernement dirigé par le parti national.